# 黄金圣斗士
黃金聖鬥士，是日本漫画及动画《聖鬥士星矢》中的人物，為守護女神雅典娜最高级的聖鬥士，負責守護聖域十三宫。黄金聖鬥士身穿堪稱最強聖衣的黄金聖衣。聖域十三宫以及黄金聖衣命名是来自希臘星座黄道十二宫的典故以及參考最新天文學發現列入蛇夫宮，在设定上和海皇波赛顿的七海將軍、冥王黑帝斯的冥界三巨頭同等級，因為每個星座在現實中都有相對應的相同星座的出生者，因此黃金聖鬥士的人氣甚至比作為主角的青銅聖鬥士和雅典娜還高。在《黃金魂》中，所有黃金聖鬥士都擁有重新設計的、添加上翅膀的黃金神聖衣。

### 黃金聖鬥士人物介紹
希臘聖域之聖鬥士，他們的守護星座就是黃道十三宮的白羊、金牛、雙子、巨蟹、獅子、處女、天秤、天蠍、射手、魔羯、水瓶、雙魚、蛇夫，共有十三人，他們的職責就是守護雅典娜神殿前的黃金十三宮，黃金聖鬥士的戰鬥力是聖鬥士裡最強的，他們的拳速及身體的動作達到光速，擁有災難性的破壞力量，能打碎星辰與扭曲時空，身穿『黃金聖衣』。

## 白羊座／牡羊座
- 白羊座 穆（Mu）
- 名字含義：希腊字母第12個字母“Μ μ”的讀音，西亚神话中的月神，中文含義恭敬或漢語牡羊座第一個音。
- 配音員：鹽澤兼人【初代】→山崎巧【冥王篇起、黃金魂、聖鬥少女翔】、宮本充【劇場版—聖域傳說】、福山潤【手遊—覺醒＆正義傳說】（日本）；劉傑、吳愷笛【黃金魂】、黃天佑【Netflix Animax—黃道十二宮戰士】（台灣）；馮志潤【初代】→張炳強【舊版後期】→蘇強文【冥王篇起、黃金魂、聖鬥少女翔】（香港）
- 年齡：20歲。身高：182cm。體重：75kg。生日：3月27日。血型：A型。出身地：中国西藏自治區。修行地：中国西藏的帕米尔高原。
- 技精神念力 Psychokinesis：通过意念对物质或能量进行控制,也以意念瞬間移動物體或人。
- 技水晶牆 Crystal Wall ：產生一道看不到且無法通過的防護牆，能對對手攻擊產生反作用。
- 技水晶網 Crystal Net：束縛對手的水晶材質的網格，可以變換為蜘蛛網來捕捉昆蟲型敵人。
- 技星屑廻轉 Stardust Revolution ：牡羊座最大奧義之一，光速拳的一種，以星塵一樣的衝擊力將對手摧毀到粉身碎骨。
- 技星光滅絕 Starlight Extinction ：牡羊座最大奧義之一，穆不靠師傅史昂，在7歲時獨立領悟出的招數，產生巨大光芒，強大的星光會令對手的肉體收到摧毀性的打擊。大全中唯一評價達到「恐怖」的招數，它將空間傳送與物理絞殺相結合，發出此招，能令對手在肉體上完全毀滅，被希歐評價為「永遠令人忌憚，被星光滅絕打到的人，只有去死亡之國一條路」，而且穆可將此招在物理絞殺和空間傳送中自由切換。

第一宮「白羊宮」守護者，招數以精神魔法的類型來作戰為主，被稱為黃金聖鬥士中最強念力使用者，利用精神力製造的水晶墻導致其魔法防禦力也十分強大，被稱為「黃金之羊」，是前教皇 希歐的弟子，對希歐非常尊敬，除非與自己的信念和原則相悖，否則絕對不會反抗希歐。
由於始終淡泊的笑容、優雅的氣質，常常給人一種極度沉靜而強大的感覺，他的念動力在聖鬥士中是最強的，物理攻擊力和防禦力也很强大，同時還是現世唯一有能力修復聖衣的人。在7歲那年受到教皇希歐的囑咐，一旦聯繫不上他就要馬上離開聖域和天秤座 童虎匯合。所以在希歐被雙子座 撒卡刺殺之後，遵從童虎的囑託來到人跡罕至的帕米爾高原過隱居生活並為聖戰進行戰鬥集訓，一住就是十三年，其間收養貴鬼（Kiki）為修理聖衣的幫工。 
銀河擂台賽剛剛結束的時候，在天馬座 星矢和天龍座 紫龍的聖衣都已亡，當紫龍為了讓聖衣復活在童虎的指點下，隻身前往帕米爾高原請求穆幫助修復。紫龍在未分敵我的情況下便把自己的生命和至關重要的聖衣交給他，而穆也同樣沒有辜負紫龍真誠的信任為他們修好聖衣，並在此後一直幫助青銅聖鬥士們。在撒卡的特使巨蟹座 迪斯馬斯克到五老峰試探童虎時及時趕到逼退迪斯馬斯克。
黃道十二宮之戰，身為第一宮守宮者的穆協助星矢、紫龍、天鵝座 冰河、仙女座 瞬修復青銅聖衣(除了鳳凰座 一輝以外)，並幫助他們領悟「第七感」的意義。
在海界篇中，受雅典娜所托與餘下的黃金聖鬥士看守聖域，並曾為應否出戰海界而與獅子座 艾奧里亞發生衝突。
冥界篇之戰中，面對昔日恩師希歐，不惜違背師命，以壓倒性的力量毆打巨蟹座 迪斯馬斯克，並和雙魚座 阿布羅狄展開激烈交戰，用「星光滅絕」擊退二人。之後，穆又獨力阻止雙子座 撒卡、水瓶座 卡妙、山羊座 修羅，並於巨蟹宮中與冥界中的念力高手 地妖星 蝴蝶 苗展開激烈交戰，兩人鬥得勢均力敵，難分難解，最後用「水晶網」及「星光滅絕」取勝，雖然在黑帝斯城內殲滅不少冥鬥士，但因小宇宙被冥王的結界而弱化而慘敗於冥界三巨頭 天猛星 拉達曼迪斯被扔下第八獄「寒冰地獄」，在女神的呼喚後重新覺醒沿路殲滅冥鬥士，向四之圈「朱狄卡」出發在冥界為了擊破嘆息之牆而逝去，為雅典娜而犧牲。
在劇場版《聖鬥士星矢 天界篇 序奏～overture～》中，與只剩靈魂的黃金聖鬥士們寧死不屈被眾神定為罪人，靈魂被封在石像中永世都不得安寧的情況下用小宇宙協助一輝和瞬擊敗天鬥士 特修斯。
- 前任：（ND)/(LC)：史昂／希欧（Shion）前任（LC）：蓋德嘉特 前任（LC）：阿弗尼爾 （Avenir）   继任（Ω )／（ND）（GA）：貴鬼（Kiki）继任(DW)：忒修斯·加夫拉斯

## 金牛座
- 金牛座 阿爾德巴朗[註 1]／阿鲁迪巴[註 2]／亞魯狄巴[註 3]／亞爾迪[註 4]（Aldebaran）
- 名字含義：毕宿五（金牛座中的一等星）。
- 配音員：玄田哲章【初代、黃金魂、聖鬥少女翔】、今村直樹【冥王篇起】、杉田智和【冥王神話】、小山力也【劇場版—聖域傳說】、楠大典【手遊—覺醒】（日本）；宋克軍、吳文民【冥界篇起】、鄒韋【黃金魂】（台灣）；馮永和【初代】→李智良【舊版後期】→梁志達【冥王篇起、冥王神話】、陳永信【黃金魂、聖鬥少女翔】、黃志明【劇場版—聖域傳說】（香港）
- 年齡：20歲。身高：210cm。體重：130kg。生日：5月8日。血型：B型。出身地：巴西。修行地：巴西。
- 技巨型號角 Great Horn：雙掌推出巨大的衝撃波，破坏力足以破坏行星。
- 技居合防御  Iaido defense：利用双手變出形成空气防御壁集中到身体周围，敌人的攻击会如同打到空氣中一样，黄金魂裡用此招轻易抵挡了神斗士的攻击。

第二宮「金牛宮」守護者，被稱為「黃金野牛」，體形巨大，留有啡色長髮，性格豪邁過人，富有同情心，不屈不撓。
由金牛座聖衣的設計，可以看出歷代金牛座黃金聖鬥士都擁有強大的物理防御力及攻防合一的招數。然而不論在本傳或外傳中戰敗的原因都是特殊型的攻擊，例如海魔女的笛聲、地暗星的暗黑香芬。
歷代金牛座黃金聖鬥士都扮演著天馬座導師的角色，在手代木史織繪畫的《聖鬥士星矢 冥王神話》中，前代金牛座黃金聖鬥士金牛座 哈斯加特，親自教導前代天馬座聖鬥士天馬座 天馬如何戰鬥。而在原作車田正美所畫的這一代天馬座星矢的老師雖然是魔鈴，但是真正讓天馬座成為聖鬥士的確是金牛座阿爾德巴朗。在天馬座 星矢折下其聖衣的牛角後，以老師的姿態告訴星矢要成為真正的聖鬥士就是要提升第七感，而且不可以看輕黃金聖鬥士的力量，這也是最後星矢能夠突破十二宮的最大關鍵。
在海皇篇在城戶醫院中和海將軍 海魔女 蘇蘭特展開激烈交戰，但不幸被他的「死亡收尾最高潮」撃倒，即使如此寧死不屈地守護星矢等人，在女神親自出現打破困局。
在冥界篇被地暗星 尼奧比突襲而戰亡，臨死之際以頑強的生命力站起來，用「巨型號角」把尼奧比給震爆並以站立的姿態去世，在冥界為了擊穿嘆息之牆而犧牲，為雅典娜獻身。
在劇場版《聖鬥士星矢 天界篇 序奏～overture～》中，與只剩靈魂的黃金聖鬥士們寧死不屈被眾神定為罪人，靈魂被封在石像中永世都不得安寧的情況下用小宇宙協助鳳凰座 一輝和仙女座 瞬擊敗天鬥士 特修斯。
- 前任（ND）：奧克斯（Ox）；前任（LC）：弗朗奇斯卡；前任（LC）：哈斯加特；前任（LC）：泰尼奧；继任（Ω）：哈賓格（Harbinger）继任(DW)：艾因

## 双子座
- 雙子座 撒加[註 5]／撒卡[註 6]（Saga）
- 名字含義：Saga，北欧神话中的河源女神和历史女神。
- 配音員：曾我部和恭【初代】→野島昭生〈善良〉／森功至〈邪惡〉【舊版後期】→置鮎龍太郎【冥王篇起、黃金魂、聖鬥少女翔】、山寺宏一【劇場版—聖域傳說】、立花慎之介【手遊—覺醒】（日本）；宋克軍→魏伯勤【冥王篇起】、陳彥鈞【劇場版系列：DVD復刻版】、吳文民【劇場版—聖域傳說】、張騰【黃金魂】、邱展文【聖鬥士星矢3D】（台灣）；翟耀輝→鄧榮銾〈善良〉／郭立文、林國雄(代配)〈邪惡〉【初代】→潘文柏【冥王篇起、黃金魂】、陳欣【聖鬥少女翔】、郭俊廷【劇場版—聖域傳說】（香港）
- 年齡：28歲。身高：188cm。體重：87kg。生日：5月30日。血型：AB型。出身地：希臘。修行地：無。
- 技幻朧魔皇拳 Vision Demon Imperial Fist：傳說中只有歷代教皇才能使用的魔拳，完全控制對手的精神和肉體，使對手淪為意識被自己操控的殺人機器，中招者只能在眼前有人死去後才能清醒，除此之外無任何解救方式。
- 技异次元空间 Another Dimension  ：製造出通往异空间的通道，将自己的对手放逐到不属于这个宇宙的未知世界。對手如果无法找到出口，将漂流至数万亿光年外的远方，永遠無法逃出。
- 技銀河星爆 Galaxian Explosion ：雙子座最大奧義，瞬間爆發體内小宇宙能量，形成龐大的星群，集中傾瀉在對方身上，其破坏力是所有物理攻擊型、遠程攻擊型招式中最高的，大到足以粉碎銀河系。

第三宮「雙子宮」守護者，是官方資料上承認的「最強的黃金聖鬥士」，技能簡單又全面、暴力又直接，具有控制對手精神技能「幻朧魔皇拳」、讓對手消失的空間技能「異次元空间」、以及最強破壞力的遠程物理技能「銀河星爆」，其近戰物理技能的無名拳術、踢技也極度強大，甚至在失去黃金聖衣的保護之後也能輕鬆屌打數名黃金聖鬥士級別的敵人，被前代正統教皇希歐稱為「心·技·體」三項綜合最高的聖鬥士。
性格擁有雙子座的兩重性，一面像神明一樣善良溫暖，一面又像惡魔一樣暴戾殘忍。身為海龍/雙子座 卡諾的兄長，撒卡在卡諾道出他的權欲並控訴他篡位時，囚禁了罪大惡極的卡諾，但撒卡最終還是受到附體的惡靈控制，刺殺前教皇 希歐，並在巨蟹座 迪斯馬斯克的辅佐和摩羯座 修羅、雙魚座 阿布羅狄的支持下冒名擔任教皇十三年。
近年在車田正美在短篇集《Origin·第三之雙子》補完薩卡其實並非一開始就是雙重人格，會有雙重人格的原因是被厄運女神 刻耳（掌管命運的女神，是死神及睡神之妹妹）給注入邪惡的意念。與弟弟卡諾二人降生方式與雅典娜相似，從天降下兩顆流星以嬰兒姿態降臨到雙子宮。教皇希歐親自迎接兩個嬰兒時發現身旁還有第三個嬰兒：沒有肉體、只用白布包覆著的一股邪惡小宇宙（外表與冥王篇中潘朵拉手抱著冥王黑帝斯的靈魂非常相似）童虎意識到那顆跟隨雙子座降臨的第三個嬰兒是刻爾安排的兇星，從神話時代以來為世上帶來無數災難，要求史昂馬上把兇星消滅。由於希歐遲疑無法對嬰孩下手，隨即被兇星發出的光芒照射而失去意識及有關兇星的記憶，兇星進入雙子座其中一個嬰孩的身上。之後刻爾拜訪海恩斯坦城附近存放封印著死神與睡神的地方，並告知兩位兄長自己在聖域中埋下邪惡種子，世人將來只會以為雙子座是因雙重人格而作亂，不會知道是她從中作梗。
在十二宮之戰中，以「偽教皇」的形象出現，是聖鬥士本傳前期的幕後黑手。自稱“利用雅典娜之盾，把天地宙斯、海皇波賽頓、冥王黑帝斯都要踩在腳下”，就算對手是神也敢明目張膽與之的對抗。刺殺年邁的前教皇——白羊座希歐後冒充教皇十三年，因隱藏邪惡的一面受到聖域民眾和大多數聖鬥士的景仰，被譽為「神的化身」，即使是如同金牛座 阿爾德巴朗、處女座 沙加、天蠍座 米羅、水瓶座 卡妙等非邪惡心態的黃金聖鬥士，也在這十三年中乖乖聽從他這個偽教皇的管理。
在黃金十二宮之戰開啟之前，天馬座 星矢等人進入聖域之前以「幻朧魔皇拳」控制獅子座 艾奧里亞使他對星矢作戰，又在星矢等人欲通過雙子宮時，以精神力冥想將星矢眾人困在自己創造的雙子座迷宮之中，並且操控「雙子座黃金聖衣」切開異次元的裂縫，讓天鵝座 冰河受困其中，直到「仙女座鎖鏈」打斷自己的冥想。之後在教皇廳以良知的狀態下告訴進入神殿的星矢解救雅典娜的方法，但隨即受到邪惡一面控制展現出壓倒性的實力剝奪星矢的五感，而且無論提升至光速的「天馬流星拳」和「天馬迴旋碎擊」也無法傷及撒卡分毫，將星矢擊倒並和鳯凰座 一輝展開激烈交戰，自己的「幻朧魔皇拳」與一輝的「鳳凰幻魔拳」在精神攻擊方面不相上下，但在招式破壞力方面，「銀河星爆」卻壓倒性的戰勝一輝的「鳳翼天翔」，在一輝替星矢擋下雙子座的「銀河星爆」後，星矢在眾人小宇宙幫助下全力打出「天馬彗星拳」短暫擊昏撒卡，隨星矢後進入神殿卻被善良一面的撒卡所阻撓，最後不及阻止星矢救起雅典娜，在雅典娜之盾的光線照耀之下，邪惡的一面忽然灰飛煙滅，才讓潛藏的善良一面開始清醒，最後在神殿之下等候雅典娜的到來並以自盡贖罪。
動畫版中則修改教皇殿中的劇情，星矢進入教皇殿後遇上善良面撒卡，並告知星矢「雅典娜盾」就是拯救雅典娜的關鍵。由於邪惡一方想再次搶得控制權之際不得不命令星矢盡快離開，在星矢不解自己奇怪的舉止打算離開之際已經被邪惡控制，重擊星矢並穿上雙子座聖衣。把星矢拋入「異次元空間」，但善良面干擾著邪惡面的情況下而收場，之後重創星矢的五感。一度被星矢不斷提昇拳速至光速拼死打出「天馬流星拳」給擊倒，但僥倖幾發的光速拳打中不足。正要對星矢下手前與早被處女座沙加救回的一輝展開激戰。輕易避過一輝使出的「鳳翼天翔」，還把一輝打入「異次元空間」，但一輝隨即靠自己的力量返會教會殿。在意識到一輝正在為重傷的星矢前往神殿而爭取時間，隨即破壞教皇殿並把一輝打進倒塌中的瓦礫，並從後追趕星矢。當星矢在眾人的聲音及雅典娜小宇宙的引導下終於到達雅典娜神殿並取得黃金像上的盾牌高舉之際，燃燒自己的金色小宇宙並重擊星矢(諷刺地撒卡小宇宙的光芒被盾牌反射，光芒意外地照射到雅典娜胸前的黃金箭)。在以為自己取得最後勝利時卻感受到雅典娜復活後的小宇宙大怒下不斷攻擊星矢的同時還即倒趕到解救星矢的一輝與同時受到獲一眾黃金聖鬥士們的迎接登上十二宮雅典娜的解救的天龍座 紫龍、仙女座 瞬與天鵝座 冰河三人。在星矢集合青銅五人全力打出流星拳一度被打飛，卻絲毫無損。與雅典娜和眾人在雅典娜神殿對峙。儘管說自己擁有力量才能守護大地不願去承認雅典娜。但雅典娜指出由不懂愛的強者掌握世界，世界同樣沒有存在意義的答覆下決定與雅典娜決一死戰證明誰是正確，但雙子座聖衣卻突然自行脫離自己。在雅典娜指出星矢集合青銅五人全力打出流星拳已經破壞邪惡意志，勸勉放下拳頭。在不願接受戰敗與意志消失之前衝向雅典娜，但正義一方在最後關頭捉緊雅典娜權杖插向自己完全蘇醒並尋求雅典娜的饒恕，最後在雅典娜懷中含笑逝去。
在漫畫版海皇篇中曾提及與迪斯馬斯克等其他五位在十二宮戰役犧牲的黃金聖鬥士會一同在天上守護星矢，被稱為守護雅典娜「貨真價實的聖鬥士」。
在原創劇場版《聖鬥士星矢 真紅的少年傳說》中，藉著太陽神 福玻斯·亞伯的神力而復活。為了使星矢領悟第七感而前往交手,並被打成重傷。最後為了使星矢能順利到達太陽神殿而與日冕聖鬥士 天貓座 澤奧同歸於盡。 
在冥王篇中在迪斯馬斯克之後假意順從刻耳的邀請詐降于冥王 黑帝斯，換得冥王之信任而得以復活，目的是為了向女神傳達雅典娜聖衣的秘密，因此與水瓶座 卡妙及山羊座 修羅，冒著被眾人誤解的痛苦重新回到十二宮，以冥王先鋒軍之名義，與其他黃金聖鬥士作戰，並且受到冥蝶的監視無法說出實情。由於冥王 黑帝斯只賜予十二小時有限的生命，最終在黑帝斯城內與星矢眾人道別後化為星塵逝去。之後雙子座由撒加的攣生兄弟——加隆被雅典娜之命在海皇篇之後替代新的雙子座，在冥界篇加隆是一人單打獨鬥直到星矢等人到來，然後打敗冥界三巨頭 天猛星 拉達曼迪斯。之後在嘆息之牆前又和眾黃金聖鬥士燃燒生命，在冥界為了擊穿嘆息之牆而犧牲，為雅典娜獻身。
在劇場版《聖鬥士星矢 天界篇 序奏～overture～》中，與只剩靈魂的黃金聖鬥士們寧死不屈被眾神定為罪人，靈魂被封在石像中永世都不得安寧的情況下用小宇宙協助一輝和仙女座 瞬擊敗天鬥士 特修斯。
- 前任（ND）：该隐；前任（LC）：阿斯普洛斯／阿斯布洛斯（Aspros）；继任（Ω）：帕拉朵珂丝（Paradox）

- 雙子座 卡農[註 7]／卡諾[註 8]／加隆[註 9]（Kanon/Canon）
- 名字含義：一种音樂譜曲技法，德文教規、宗教法規、規則或經典之意。
- 配音員：曾我部和恭【初代】→置鮎龍太郎【冥王篇起】、羽多野涉【手遊—覺醒】（日本）；劉傑【初登場】→宋克軍→吳文民【冥界篇起】（台灣）；李文輝【初代】→劉昭文【冥王篇起】（香港）

- 前任（ND）：阿貝爾／亚伯；前任（LC）：德弗特洛斯／達富迪洛斯（Deuteros）；继任（Ω）：茵特格拉（Intergra）继任(DW)：時任惣次郎

## 巨蟹座
- 巨蟹座 迪斯馬斯克[註 10]／迪斯馬斯古[註 11]／迪馬斯古[註 12]／迪馬斯[註 13]（Death Mask）
- 名字含義：英文“死人面孔”的意思。
- 配音員：田中亮一【初代】、平田廣明【劇場版—聖域傳說】、谷山紀章【手遊—覺醒】（日本）；劉傑、陳余寬【黃金魂】（台灣）；梁耀昌【初代】→陳廷軒【舊版後期】→劉昭文【冥王篇起、黃金魂、聖鬥少女翔】（香港）
- 年齡：23歲。身高：184cm。體重：82kg。生日：6月24日。血型：A型。出身地：意大利。修行地：西西里島。
- 技瞬間移動 Teleportation：通過意念對物質或者能量進行跨越空間的瞬時移動。
- 技念動力 Psychokinesis：通过意念对物质或能量进行控制,也以意念瞬間移動物體或人。
- 技積屍氣冥界波 Praesepe Underworld Wave ：巨蟹座最大奧義，是空間傳送類的人類唯一針對靈魂的技巧，用看似無形的白霧積屍氣纏繞對方的靈魂，吸入通向冥界的穴。此招式沒有任何物理衝擊力、也不會造成任何痕跡，但中招之後，除非施法的巨蟹座聖鬥士已死，否則將永不超生。

第四宮「巨蟹宮」守護者，迪斯馬斯克擁有黃金聖斗士中強大的通靈（psychic）和不弱的體術攻擊力，作為希臘聖域唯一能將對手的靈魂吸入通向冥界之穴的人，其詭異招式「積屍氣冥界波」會讓死去的人的靈魂掉落『黃泉比良坂』、無法成佛，而肉體則只剩下臉部寄生於巨蟹宮中，他的名字「Deathmask」這一代號也因此而來。
雖然擁有欺軟怕硬的卑劣性格，但和大多數反派不同，他對上級和長輩一概使用敬語，對同輩使用丁寧形，而且經常引用典故，持有「正義的觀念隨時代的變化而流變」這種無常觀，還會模仿酒井法子。是当年「撒卡之乱」知情者之一，也是最早洞察教皇是雙子座 撒卡冒充的人，並與撒卡有同謀和私通的關係。從小就輔佐前"教皇希歐的迪斯馬斯克因為頭腦聰明、語言能力異禀深受希歐信任，也對希歐表現得十分尊敬和愛慕。在希歐去世後，首個洞悉真相的他明知撒卡叛變依然選擇了臣服並服侍撒卡，自稱「我會選擇對自己有利的一方」。
當被撒卡下令追殺，而保護雅典娜逃出聖域的人馬座 艾奧羅斯趕至巨蟹宮時，在空中以妖嬈的姿態跳舞迷惑艾奧羅斯並與他進行談判，在交涉破裂後，試圖使用「積屍氣冥界波」進行偷襲卻不幸被襁褓中的雅典娜反彈。之後的十三年中，在教皇的敕令下，曾去世界各國執行任務並在這個過程中學會多門外語。曾在撒卡的授意下以刺殺天秤座 童虎為幌子試探童虎一邊的情報，遭到天龍座 紫龍的抵抗，並被及時趕來的牡羊座 穆的勸說下收手。在巨蟹宮和紫龍展開激烈交戰，戰時用念動力使紫龍最重視的人春麗墮入盧山大瀑布的深水潭中，最後在自己製造的「積屍氣冥界波」中被紫龍以「盧山昇龍霸」給秒殺。
在原創劇場版《聖鬥士星矢 真紅的少年傳說》中，藉著太陽神 福玻斯·亞伯的神力而復活。 為了向紫龍展開復仇而再度跟紫龍交手， 但最終徹底敗在昇龍霸之下。
在漫畫版海皇篇中曾提及與撒卡、卡妙、修羅等其他五位在十二宮戰役犧牲的黃金聖鬥士的靈魂會一同在天上守護星矢一行人，被稱為「貨真價實的聖鬥士」。
在冥王篇，為了女神與眾聖鬥士和撒卡一道接受命運女神 刻耳的邀約詐降黑帝斯，跟隨希歐回到聖域。以反派的姿態將黑帝斯一方的情報暗中传递给雅典娜一方，但是由於演技過於逼真，儘管被希歐袒護，卻使牡羊座 穆依然將自己視為敵人，在被天馬座 星矢毆打之後，跟自己和同來的雙魚座 阿布羅狄受到穆用「星光滅絕」給打飛。在使用空間技能使二人從星光滅絕中逃脫並藉機降落在在黑帝斯城之後，向冥界三巨頭 天猛星 拉達曼迪斯下跪哀聲求饒，請求親自謹見冥王 黑帝斯，聲稱給予機會再次回到聖域。卻遭到拉達曼迪斯的鄙夷被再次送至冥界。在嘆息之牆前又和眾黃金聖鬥士燃燒生命，在冥界為了擊穿嘆息之牆而犧牲，為雅典娜獻身。
在劇場版《聖鬥士星矢 天界篇 序奏～overture～》中，與只剩靈魂的黃金聖鬥士們寧死不屈被眾神定為罪人，靈魂被封在石像中永世都不得安寧的情況下用小宇宙協助鳳凰座 一輝和仙女座 瞬擊敗天鬥士 特修斯。
- 前任（ND）：迪斯托尔，前任（LC）：白禮，前任（LC）：賽奇，前任（LC）：馬尼戈特／馬尼格特（Manigoldo）；继任（Ω）：席勒（Schiller）继任（ND）（GA）：蘭斯洛特；继任(DW)：克里馬托里奥

## 獅子座
- 獅子座 艾奧里亞[註 14]／艾奧里[註 15]（（Aiolia）
- 名字含義：拉丁文Aeolia，希腊神话中一地区，指濒临爱琴海的小亚细亚国度，是风神艾俄罗斯(Aiolos)故乡。
- 配音員：田中秀幸【初代】、井上剛【劇場版—聖域傳說】、鈴村健一【手遊—覺醒】／近藤尚美【黃金魂】〈幼年〉（日本）；魏伯勤→吳文民【冥界篇起、劇場版—聖域傳說】、吳東原【黃金魂】／邱佩轝【黃金魂】〈幼年〉（台灣）；馮永和【初代】→梁志達【舊版後期】→李凱傑【冥王篇起、黃金魂、聖鬥少女翔】、郭俊廷【劇場版—聖域傳說】（香港）
- 年齡：20歲。身高：185cm。體重：85kg。生日：8月16日。血型：O型。出身地：希臘。修行地：希臘聖域。
- 技雷霆電擊 Lightning Bolt ：以光速拳瞬間打出金黃色圓球狀的衝擊波，利用爆炸的能量把對手轟碎。
- 技等離子拳 Lightning Plasma：獅子座必杀技，即他最常用的招式，以光速拳瞬間打出上億道光束形成網狀把對手撕裂得粉碎。
- 技陽光之牙  Lightning Fang：拳擊大地，模擬獅子的犬牙發出的攻擊，由大地中爆裂出的光束縛對手，令敵人無法行動。
- 技獅子治疗术  Treatment：能治疗受傷的聖鬥士，此招曾让断腿的星矢痊愈，救活濒死的莎尔拉。

第五宮「獅子宮」守護者，射手座 艾奧羅斯的弟弟，使用各種和“光”元素有關的拳法來作戰，因為攻擊手段閃耀著金光而被稱為“黄金獅子”，十二宮黃金聖鬥士獨獨獅子座沒有最大奧義，他所有的技能全部是依照“黃金聖鬥士基礎光速拳”自我改造而來，所以其攻擊型招式名稱中全部都有“Lightning”一詞，英文意思為“閃光、閃電般的狀態”，這也導致早期翻譯錯誤地把獅子座的技能當做“電系”來翻譯。
以勇猛剛强著稱，是所有黃金聖鬥士中攻擊速度最快、出招頻率最高的一個，說話和行為都非常有男人味，性格極富正義與勇氣、為人熱情，為雅典娜最忠誠的聖鬥士之一，也是其他聖鬥士最值得信賴的戰友。他與魔玲相識多年，甚為好友，曽數次協助魔玲解開危機和問題。7歲時候在哥哥艾奧羅斯背上聖域叛徒的罪名之時不得不以叛徒的弟弟這身份在聖域生活十三年，即使如此并没有就此沉淪和放弃對生活的希望，每天年復一年、日復一日地刻苦修煉，最终以自己的實力獲得獅子座黄金聖鬥士的稱號，赢回尊嚴和他人的尊重。非常希望找出哥哥艾奧羅斯不是叛徒的真相。
之後被教皇派至日本追殺雅典娜和天馬座 星矢一行人，在雅典娜的口中得知哥哥艾奧羅斯“背叛”聖域的真相，知曉教皇邪惡的真面目后發誓效忠于雅典娜。回到聖域後至教皇殿與教皇對峙，卻被號稱“最接近神的男人”處女座 沙加所阻攔，两人展開激烈交戰，勢均力敵，難分高低，以獅子的利牙「閃電光速拳」和沙加的「天魔降伏」相撞而雙雙彈開，此時受到教皇趁機用「幻朧魔皇拳」給控制，终于在和星矢的激烈交戰中，藉由卡西歐士的犧牲和星矢的「天馬流星拳」逐漸恢復神志。 
冥王篇的獅子宮, 以一人就用獅子的奧義「閃電光速拳」秒殺五名入侵聖域的冥鬥士後，面對衝來的其他冥鬥士中有熟悉的小宇宙, 又因為撒加是用地陰星 無頭騎士的冥衣作掩飾, 這冥衣相似無頭版的人馬座/射手座, 在極短時間內要掛心撒加三人以及哥哥艾奧羅斯最後是否也成冥鬥士所以失心片刻, 受到地伏星 蚯蚓 萊米給趁機綑綁住, 之後用閃電光速拳秒殺萊米. 在黑帝斯城內殲滅不少冥鬥士，但因小宇宙被冥王布下的結界而弱化而慘敗於冥界三巨頭 之一天猛星 拉達曼迪斯被扔下第八獄「寒冰地獄」，在女神的呼喚後重新覺醒，沿路殲滅冥鬥士，向四之圈「朱狄卡」出發，雖然沒有大規模的破壞力量，但是其奧義「等離子光速拳」的攻擊力是為聖鬥士之最。在嘆息之墙前與哥哥艾奧羅斯重聚，在嘆息之牆前又和眾黃金聖鬥士燃燒生命，在冥界為了擊穿嘆息之牆而犧牲，為雅典娜獻身。
在劇場版《聖鬥士星矢 天界篇 序奏～overture～》中，與只剩靈魂的黃金聖鬥士們寧死不屈被眾神定為罪人，靈魂被封在石像中永世都不得安寧的情況下用小宇宙協助鳳凰座 一輝和仙女座 瞬擊敗天鬥士 特修斯。
- 為《圣斗士星矢·黄金魂》中的主角。

- 前任（ND）：凯撒；前任（LC）：伊利亞斯； 前任（LC）：雷古魯斯（Regulus）；继任（Ω）：邁錫尼；繼任（ND）（GA）：一輝（動畫《聖鬥士星矢Ω》中以“傳說中的聖鬥士”登場，擁有遠遠淩駕於黃金聖鬥士之上的戰鬥力，但星座仍是鳳凰座。；继任(DW)：瓦西里奥斯

## 處女座／室女座／乙女座
- 處女座 沙加[註 16]（Shaka）
- 名字含義：梵文Sakya音译，沙迦（シャカ）即日文的释迦發音。“释迦”是部落名称，意思是“能”。释迦也指释迦牟尼，沙加在聖鬥士星矢裡面就是释迦牟尼佛陀的转世。
- 配音員：三矢雄二【初代】、真殿光昭【劇場版—聖域傳說】、石田彰【手遊—覺醒】（日本）；劉傑、高銘孝【黃金魂】、陳余寬【聖鬥士星矢3D】／楊凱凱【冥王篇】〈幼年〉（台灣）；源家翔【初代】→梁耀昌【舊版後期】→翟耀輝【冥王篇起、聖鬥少女翔】、林筠翔【黃金魂】（香港）
- 年齡：20歲。身高：182cm。體重：68kg。生日：9月19日。血型：AB型。出身地：印度。修行地：印度恆河流域。
- 技唵 Om：把小宇宙最大限度增強，對於實力低於黃金聖鬥士的敵人來說，光是用這招就會造成對方極大的傷害。
- 技不動明王 Kāṃ：張開強力的圓形透明結界來防御，自己像佛祖一樣盤腿端坐在透明球體的中間。。
- 技轉法輪印 Mudra Seal：提升小宇宙的結印，只是一種姿勢，但是能操控精神念力等級比自己低的人的攻擊，讓這些攻擊反彈回他們自身。
- 技天魔降伏 ：在手中爆發小宇宙並向外釋放，可以轉化為遠程攻擊，攻擊方式為沙迦從自身周圍直徑2米發出一道的白色光柱，直接如灌頂般降臨到敵人頭上，破坏力相当强大。
- 技六道輪迴 ：處女座聖衣中的紅寶石發出閃光，把对手的意識打出，輪流墮入“地狱道、惡鬼道、畜生道、修罗道、天道、人間道”中的一道，之後精神力薄弱的對手就會自動成為最適合他一道的住民，意識不再回歸肉體。
- 技天空霸邪·魑魅魍魎 ：召喚出一個騎著白馬的少女，當少女發出嘲笑之時，從少女背後會飛出魑魅魍魎的鬼頭像把对手吞噬。
- 技天舞寶輪 Tenbu Hourin：處女座最大奧義，攻防一體的戰陣，背景是胎藏界的曼荼羅[3][4]、和善見神輪的宇宙之舞，組成一組千佛洞的莊嚴畫像，敵人若陷入其中，就不能攻擊、也無法逃離，而是依照沙迦的意志被一次次的剝奪六感，縱使官方設定最強的雙子座撒卡也逃不出這招。
- 技天舞寶輪·阿之形：在张开天舞宝轮的基础上睁开眼睛，雙眼如同大佛開眼一般，释放出宇宙诞生的光芒，吞没一切敵人和存在。

第六宮「處女宮」守護者。在聖鬥士星矢的世界觀中沙迦是佛陀釋迦摩尼的轉世，被稱為「最接近神的男人」號稱“天上地下、唯我獨尊”，是所有聖鬥士中最先領悟到第八感（阿賴耶識）的，也擁有所有聖鬥士中最多的技能數量，所有技能都是精神類技能，而且每個都與“佛”、“天”等神聖的概念有聯繫。
如同金髮碧眼的美女一般的外貌，平時藉由閤上雙眼積聚小宇宙，一旦睜開雙眼時会释放出可怕的力量，而且無論是睜開眼與否都是「黃金聖鬥士中小宇宙最高」的男人。這些小宇宙非但不充滿攻擊性，而且無欲無求、一片祥和，甚至連處女宮本身都變成一個充滿五彩雲霞、宮殿天女、珍寶瓔珞、老樹仙鳥的佛國淨土，而沙迦的椅子則變成了像菩薩蓮花臺一樣的寶座。曾經從恆河前往死亡皇后島消滅作乱的暗黑聖鬥士，卻遇上剛獲得鳳凰座青銅聖衣而不可一世的鳳凰座 一輝，完全無視一輝的攻擊，而且不費吹灰之力地以神一般的力量擊倒一輝，在洞悉到一輝澄澈的目光時 意識到一輝只是把正義感壓抑在心底，便取消奪取一輝的性命的同時清除他的這段記憶，目的是令一輝只有在意圖作惡時才會再次想起自己。
在「撒卡之亂」中，因為只看到教皇(雙子座 撒卡所偽裝的)正義的一面阻止艾奧里亞對教皇的攻擊。當星矢一行人闖入十二宮時，在處女宮中以强大敵人的形象登場，輕易擊敗天馬座 星矢、天龍座 紫龍及仙女座 瞬三人，與及時出現的一輝展開激烈交戰。將一輝比喻為孫悟空而自己比喻為佛陀。在一輝質問出：「為什麼你的洞察力如此之高，卻還要效忠於那個邪惡的教皇？難道你看不出來他和被聖衣拋棄的巨蟹座 迪斯馬斯克是相似的人嗎？」的答覆時避而不答，以更加強大的力量多次擊倒一輝，更以「天舞寶輪」奪去他的五感，但一輝在失去五感及腦袋後小宇宙迅速膨脹更向自己使出同歸於盡的招術，令二人同時墮進時空的裂縫。雖然自己可自由穿梭時空到聖域，然而僅是青銅聖鬥士的一輝卻無法將安然平返，於是沙迦求助於念力強大的牡羊座 穆。抱著昏迷的一輝回到現世將他給救醒，並助他的聖衣復活。面對一輝的不屈鬥志讓自己產生疑惑，進而改變態度願意相信星矢一行人。
冥王篇中, 在撒卡攻擊巨蟹宮時已確認撒加三人的真實用意, 在處女宮中對入侵聖域的冥鬥士們說他們的本質以及所作所為例如把聖衣冥化等, 與魑魅魍魎根本其實是同類, 叫他們根本無需恐懼. 卻被不同類的撒加三人穿著地陰星等的冥衣給攻擊, 之後以「天魔降伏」殲滅六名入侵聖域的冥鬥士亦以幾句關於永恆生命的心理戰催化地秒殺瀕死的地暴星獨眼巨人 古加多, 接著又與背叛聖域的雙子座 撒卡、水瓶座 卡妙及山羊座 修羅展開以一敵三激烈交戰勉強抵抗，最後以攻防一體的處女座最大奧義「天舞寶輪」剝奪三人的四感後，誘使雙子座 撒卡、水瓶座 卡妙及山羊座 修羅以三為一體的禁招「雅典娜之感嘆」擊敗自己，然而自己早已領悟到第八感「阿賴耶識」，便順利以活著的姿態進入冥界殲滅冥鬥士，保護雅典娜行刺冥王 黑帝斯。在嘆息之牆前又和眾黃金聖鬥士燃燒生命，在冥界為了擊穿嘆息之牆而犧牲，為雅典娜獻身。
在劇場版《聖鬥士星矢 天界篇 序奏～overture～》中，與只剩靈魂的黃金聖鬥士們寧死不屈被眾神定為罪人，靈魂被封在石像中永世都不得安寧的情況下用小宇宙協助一輝和瞬擊敗天鬥士 特修斯。
- 前任（ND）：释静摩；前任（LC）：阿釋密達／阿释靡达（Asmita），继任（Ω）：不動 　；继任（ND）（GA）： 瞬   （動畫《聖鬥士星矢Ω》中以“傳說中的聖鬥士”登場，擁有遠遠淩駕於黃金聖鬥士之上的戰鬥力，但星座仍是仙女座。）；继任(DW)：蓮華

## 天秤座
- 天秤座 童虎（Dohko）
- 名字含義：道家認為，超越死亡的方法就是永遠保持嬰兒狀態，《老子》28章云“復歸於嬰兒”。虎為山中之王，暗喻老人位望之尊。
- 燃燒小宇宙時，背上會浮現猛虎剌青。
- 配音員：小林通孝【初代】→堀內賢雄【冥王篇起、黃金魂】、三宅健太【冥王神話】、細谷佳正【手遊—覺醒】〈青年〉／矢田耕司【初代、Ω】〈老年〉（日本）；魏伯勤、林谷珍【冥王神話、Ω】、張騰【黃金魂】、曹冀魯【聖鬥士星矢3D】、符爽【Netflix Animax—黃道十二宮戰士】（台灣）（台灣）；譚炳文【初代】張英才【北歐神鬥篇、海王篇】→招世亮【冥王篇起、冥王神話、Ω、黃金魂】（香港）
- 年齡：261歲。身高：140～170cm。體重：不明。生日：10月20日。血型：A型。出身地：中國。修行地：中國廬山五老峰。
- 武器：以下的六種武器各一對共計十二個。
  - 天秤劍x2
  - 天秤槍x2
  - 天秤雙節棍x2
  - 天秤三節棍x2
  - 天秤拐x2
  - 天秤圓盾x2
- 技廬山昇龍霸 Rozan Sho Ryu Ha：将全身力量集中於右拳，打出一條直衝九天的飛翔之龍。
- 技廬山龍飛翔 Rozan Ryu Hi Shou：将身體化为神龍直線型的衝撞敵人的攻擊。
- 技廬山亢龍霸 Rozan Kou Ryu Ha：天秤座究極奧義，抱着敵人直衝天際雙雙毀滅，但同時也會讓自己付出生命的代價。
- 技廬山百龍霸 Rozan Hundred Dragon Fist ：天秤座最大奧義，积蓄小宇宙從双手發出無數翱翔九天的神龙把一切毁灭，百龍是虚数，並不代表只有一百條神龍，穿透力强，故具備十分强大的殺傷力。

第七宮「天秤宮」守護者。能使用四種不同的「龍拳」作戰，受所有人尊敬，被尊称为「老师」，亦是紫龙的老师，跟前教皇牡羊座 希歐是好友關系，实力之强属於超一流水準。是二百四十三年前的聖戰中僅存二位存活者之一，聖鬥士當中最年長的一位。
在上代聖戰的二百四十三年前受上代雅典娜女神的指示使用「假死法」在中國盧山五老峰看管冥王黑帝斯的一百零八位魔星的封印，處於半休眠狀態，每年心臟只跳十萬次，相當於正常人心臟一日跳動次数。在五老峰坐二百四十三年的自己只相當於過二百四十三天。
就算不親自出馬，自己的「天秤座黃金聖衣」也可以隨意拆分出十二件兵器，「天秤座黃金聖衣」武器足以粉碎星辰，連海皇的七大海神柱都能破壞，本人也不輕易使用兵器作戰，殺傷力相當於黄金聖鬥士一擊。
在冥王篇中，和復活的希歐展開激烈交戰，兩人鬥得勢均力敵難分難解到不分勝負，激烈交戰後雙雙消失，之後從希歐口中得知他復活的真相與理由後帶領雙子座 卡諾出戰，趕到黑帝斯城教懂紫龍、天馬座 星矢、仙女座 瞬與天鵝座 冰河(鳳凰座 一輝除外)如何領悟「第八感」後一起下冥界，沿路殲滅冥鬥士向四之圈「朱狄卡」進發。在嘆息之牆中委託星矢一行人前往冥王 黑帝斯的真身所在之處「極樂淨土」將聖戰畫下休止符後，在嘆息之牆前又和眾黃金聖鬥士燃燒生命，在冥界為了擊穿嘆息之牆而犧牲，為雅典娜獻身。
在劇場版《聖鬥士星矢 天界篇 序奏～overture～》中，與只剩靈魂的黃金聖鬥士們寧死不屈被眾神定為罪人，靈魂被封在石像中永世都不得安寧的情況下用小宇宙協助一輝和瞬擊敗天鬥士 特修斯。
- 前任（ND）/(LC)：童虎；前任 (LC)：伊提亞； 继任（Ω）：紫龍（Shiryu）；（Ω）：玄武（Genbu）；继任(DW)：红月姬

## 天蠍座／蠍子座
- 天蠍座 米羅[註 17]／美羅[註 18]／羅美（Milo）
- 名字含義：名字源於西班牙著名画家胡安·米羅(Joan Miró)，一說名字出自其修行地米洛斯島(Melos)。
- 配音員：池田秀一【初代】→關俊彥【冥王篇起、黃金魂、動畫—聖鬥少女翔】、淺野真澄[5]【劇場版—聖域傳說】、櫻井孝宏【廣播劇—聖鬥少女翔】、鳥海浩輔【手遊—覺醒】（日本）；劉傑、魏伯勤【冥界篇起】、高銘孝【黃金魂】、魏晶琦[5]【劇場版—聖域傳說】、陳煌典【聖鬥士星矢3D】（台灣）；盧國權【初代】→陳廷軒【冥王篇、黃金魂】、雷霆【聖鬥少女翔】、莊巧兒[5]【劇場版—聖域傳說】（香港）
- 年齡：20歲。身高：185cm。體重：84kg。生日：11月8日。血型：B型。出身地：希臘。修行地：希臘米洛斯島。
- 技束縛術 Restriction：對手會被一道道深紅色的圈圈框住，無法動彈。
- 技深紅毒針 Scarlet Needle（真紅之衝撃） ：模擬蠍子尾針發出的攻擊，一共有十五擊，雖然只是針孔般大小的傷害，却能立即誘發劇烈的疼痛、連傷口也會產生血腥的惡臭，利用此折磨式的戰法一步步摧毀對手的尊嚴和戰鬥意志，前面足足十四針的不致命攻擊，就是用來给敵人悔過並認輸求饒用的時間。
- 技腥紅毒針·心宿二（安達里斯） Scarlet Needle Antares：天蠍座最大奧義，用自己最大的小宇宙貫穿敵人，是腥紅毒針十五發中的最後一針，被擊中的話必死無疑，即使被擊中者的小宇宙高出天蝎座許多倍也無解。

第八宮「天蠍宮」守護者，擅長使用「針刺」的招數作戰，在十二位黄金聖鬥士中天蝎座的性格是最接近普通人的，在教皇未被揭露之前就專心效忠，在真神雅典娜出現之時則立刻轉向雅典娜一派。比起其他黃金聖鬥士的看重的力量、正義等理由，自己明顯以圣域的大局為重，不會把個人的主觀感受、對自己利益的多寡放在大局之前。
在漫画中比動畫中更加严肃的，即是有笑容也是带着幾分嘲諷和挑衅，但仍然跟水瓶座 卡妙互為好友關系，從不把除卡妙、冰河、雅典娜、和教皇以外的任何人放在眼裡，即使面對神也是一副冷峻无畏的表情。
十二宫之戰中與天鵝座 冰河展開激烈交戰，兩人鬥得勢均力敵，難分難解，以「深紅毒針·心宿二」把冰河撃敗，但旋即發現冰河在被「心宿二」擊中前用「鑽石星塵」把自己的星命點全數給冰封，幸得「天蠍座黃金聖衣」保護才沒喪命，念及冰河的勇氣和努力讓他通過。
當冥斗士來襲時，向已悔過的卡諾實施深紅毒針，認同卡諾繼任為雙子座聖鬥士。在黑帝斯城內殲滅不少冥鬥士，但因小宇宙被冥結界弱化而慘敗於冥界三巨头 天猛星 拉达曼迪斯被扔下第八獄「寒冰地獄」，在女神的呼喚後重新覺醒沿路纖滅冥鬥士，向四之圈「朱狄卡」進發。在嘆息之牆前又和眾黃金聖鬥士燃燒生命，在冥界為了擊穿嘆息之牆而犧牲，為雅典娜獻身。
在劇場版《聖鬥士星矢 天界篇 序奏～overture～》中，與只剩靈魂的黃金聖鬥士們寧死不屈被眾神定為罪人，靈魂被封在石像中永世都不得安寧的情況下用小宇宙協助鳳凰座 一輝和仙女座 瞬擊敗天鬥士 特修斯。
- 前任（ND）：艾卡拉特；前任（LC）： 薩菲利 ，前任（LC）：卡路迪亞／卡爾迪亞（Cardia），继任（Ω）：索妮亞（Sonia）；继任(DW)：优拉麗雅

## 射手座／人馬座
- 射手座 艾奧洛斯[註 19]／艾奥羅斯[註 20]／艾奥里斯[註 21]（Aiolos）
- 名字含義：拉丁文Aeolus，希臘神话中的風神，傑出的航海家，發明了帆船，並擅於預測天氣。
- 配音員：屋良有作【初代】、森川智之【劇場版—聖域傳說】、梅原裕一郎【廣播劇—聖鬥少女翔】、森久保祥太郎【手遊—覺醒】（日本）；宋克軍、魏伯勤【劇場版—聖域傳說】、鄒韋【黃金魂】、夏治世【聖鬥士星矢3D】（台灣）；盧國權【初代】→陳繼恆【舊版後期】→劉奕希【冥王篇、黃金魂、聖鬥少女翔】、陳健豪【劇場版—聖域傳說】（香港）
- 年齡：得年14歲。身高：187cm。體重：85kg。生日：11月30日。血型：O型。出身地：希臘。修行地：希臘聖域。
- 技黃金之箭：集中力量於箭頭，全力射出造成極大的傷害。
- 技縫影之箭：用一隻幾乎透明的短箭釘在敵人的影子上，讓敵人固定在影子所呈現的動作上不能動彈。
- 技原子奔雷 Atomic Thunderbolt ：射手座最大奧義，集中巨大的閃電波動然後打出，威力足以把行星瞬間轟碎。
- 技無限制破碎  Unlimited broken：燃烧到极限的小宇宙化为无数的黄金箭发射出去，在对付大量敌人时发挥巨大威力。

第九宮「人馬宮」守護者。使用「光速拳」來作戰，是教皇侯補人之一，另外一人為雙子座 撒卡，獅子座 艾奧里亞的哥哥，出身于希臘，修行地是雅典娜的聖域，所以绝對稱得上是真正的希臘英雄。希臘神話中的英雄英勇非凡、驍勇善戰，是正義和力量的化身，正是作者想傳達给觀眾的信息。 
在本傳開始前即已逝世，因此是黄金聖鬥士出場最少的人，但是艾奧洛斯每次出場都可以算是驚天動地表明他的超凡地位。最初的了解是他和撒卡同為新一任教皇的候選人。對雅典娜來說女神代表着正義，保護雅典娜女神更是聖鬥士平生最大的责任，如果誰敢對雅典娜不利即使犧牲自己也要保護女神
教皇希歐看出了撒卡的雙重性格，為了保險起見將教皇之位傳给温和善良的艾奧洛斯，而這引起了撒卡的不滿。撒卡在邪惡力量支配下於艾奧羅斯接任教皇職位前殺害希歐，並企圖殺害兩百年才降生一次的雅典娜人間體。艾奧洛斯在出手制止撒卡時身受重傷，不得不帶上「射手座黄金圣衣」抱着年幼的雅典娜從聖域逃出來，並與偽教皇撒卡所派遣追兵山羊座 修羅、雙魚座 阿波羅迪、巨蟹座 迪斯馬斯克展開激烈交戰，雖然佔有優勢卻為保護年幼的雅典娜被修羅的聖劍撃中摔下山崖中重創，在臨终前把雅典娜和聖衣托付给日本財團首腦 城户光政後因為重傷英年早逝。
在漫畫版海皇篇中曾提及與其他五位在十二宮戰役犧牲的黃金聖鬥士會一同在天上守護天馬座 星矢一行人 ，被稱為守護雅典娜「貨真價實的聖鬥士」。
在冥界中首次與星矢一行人碰頭與弟弟艾奧里亞重聚，在嘆息之牆前又和眾黃金聖鬥士燃燒生命，在冥界為了擊穿嘆息之牆而犧牲，為雅典娜獻身。
在劇場版《聖鬥士星矢 天界篇 序奏～overture～》中，與只剩靈魂的黃金聖鬥士們寧死不屈被眾神定為罪人，靈魂被封在石像中永世都不得安寧的情況下用小宇宙協助鳳凰座 一輝和仙女座 瞬擊敗天鬥士 特修斯。
- 前任（ND）：極殊達魯特／格式塔（Gestalt）；前任（LC）： 艾拉斯； 前任（LC）：希绪弗斯／施捷冯斯(Sagittarius/Sisyphus)；继任（Ω）)/（ND）（GA）：星矢（Seiya）；繼任(DW):薩吉塔留斯

## 摩羯座／山羊座
- 摩羯座 修羅[註 22]／修拉[註 23]／肇拿[註 24] (Shura)
- 名字含義：梵文sura，古印度神話中的天神，此詞起源於梵语“swar”意指“天界”。阿修羅（a-sura）意為“非天神”，《聖傳》云：阿修羅“在天非天”，即為此意。
- 配音員：戶谷公次【初代】→草尾毅【舊版後期起、黃金魂】、川田紳司【劇場版—聖域傳說】、浪川大輔【手遊—覺醒】（日本）；宋克軍、吳文民【冥界篇起】、高銘孝【黃金魂】、曹冀魯【聖鬥士星矢3D】（台灣）；張炳強【初代】→李錦綸【冥王篇、黃金魂】、李家傑【劇場版—聖域傳說】（香港）
- 年齡：20歲。身高：186cm。體重：83kg。生日：1月12日。血型：B型。出身地：西班牙。修行地：西班牙比利牛斯山。
- 技聖劍 Excalibur：最大奧義，但是和其他聖鬥士星矢人物相反，唯獨摩羯座的聖劍是基本，其它招數全部是聖劍的改良；修炼至极致的手刀，像聖劍一樣鋒銳，一挥手就能劈天裂地。
- 技飛躍鋼石 Jumping Stone：以身体承受敌人的攻击，在利用反动力向对方攻击的踢技，此時腳會變成聖劍，並且透過重力加速度而讓攻擊力大幅增加。

第十宮「摩羯宮」守護者，使用可以劈開聖衣的被稱為「聖劍（Excalibur）」的手刀來作戰，實際上兩手、兩腳、頭均如能自由變成聖劍去切割任何他想要的目標，在體術方面在黃金聖鬥士中名列前茅，並且純粹以物理攻擊力計算的話則是當之無愧的第一。
在動畫中補充說明，魔羯座是對女神雅典娜最忠誠的聖鬥士，因此被賜予聖劍。
十三年前在集會時提議應該選出下一任的教皇，被教皇希歐採納。不久之後雙子座 撒卡作亂，殺害了選擇射手座 艾奧羅斯作為接班人的希歐，并假冒希歐統治聖域。艾奧羅斯在夜間巡邏時發現撒卡企圖將剛誕生的雅典娜殺害遂捨命將女神救走。在聽從教皇的命令與阿布羅狄、迪斯馬斯克一同追殺叛徒艾奧羅斯，並將艾奧羅斯打下懸崖。和迪斯馬斯克一樣，即使清楚知道撒卡的所作所为，也深知在世人的價值判斷中撒卡是邪惡的卻依然甘願臣服，認為強大的一方才會被視為正義。
十二宫戰鬥中從背後偷襲前來闖宮的青銅聖鬥士們，並與殿後的天龍座 紫龍展開激烈交戰。多次以「聖劍」及「飛躍巨石」擊倒紫龍，最後竟然不顧性命使出天龍座究極奧義「盧山亢龍霸」與他同歸於盡。在絕望之中震驚不已質問紫龍為什麼要賭上性命，在紫龍不假思索地回答是為了女神和他一樣不幸的孩子們的答覆後高呼「居然有你這樣的男人！」，一度認為，即使撒卡是邪惡的，但將力量貫徹到最後取得勝利也可以將邪惡正當化，但紫龍的覺悟讓自己回心轉意，用黃金聖衣保護紫龍將他送回地面，自己則化為宇宙星塵。
在劇場版《聖鬥士星矢 真紅的少年傳說》中，藉著太陽神 福玻斯·亞伯的神力而復活。在得悉識雅典娜被亞伯所害後，與水瓶座 卡妙憤而與亞伯決裂, 最終因寡不敵眾而被日冕聖鬥士給擊殺。
在漫畫版海皇篇中曾提及，與其他五位在十二宮戰役犧牲的黃金聖鬥士會一同在天上守護星矢一行人，被稱為守護雅典娜「貨真價實的聖鬥士」。
在冥王篇中与雙子座 撒卡及水瓶座 卡妙一起为了将雅典娜的圣衣秘密告诉雅典娜而闖入十二宫，在處女宮跟沙迦激戰，修羅首先出手使出「聖劍」攻擊沙加。由於冥王 黑帝斯只賜予十二小時有限的生命，最終在黑帝斯城內等星矢人道別後化為星塵逝去。在嘆息之牆前又和眾黃金聖鬥士燃燒生命，在冥界為了擊穿嘆息之牆而犧牲，為雅典娜獻身。
在劇場版《聖鬥士星矢 天界篇 序奏～overture～》中，與只剩靈魂的黃金聖鬥士們寧死不屈被眾神定為罪人，靈魂被封在石像中永世都不得安寧的情況下用小宇宙協助鳳凰座 一輝和仙女座 瞬擊敗天鬥士 特修斯。
- 前任（ND）：以藏；前任（LC）：艾爾熙德／艾爾西德（El Cid）；继任（Ω）：伊奥尼亚（Ionia）；继任(DW)：九頭龍咏斗

## 水瓶座／宝瓶座
- 水瓶座 卡妙[註 25]／加妙[註 26]／卡謬[註 27] (Camus)
- 名字含義：阿爾貝·加缪（1913-1960），法国存在主義小說家、戲劇家。1957年獲諾貝爾文學獎。Camus是法語詞，因卡妙是法國人所以用法語詞命名。從日文發音譯出來，成了卡妙。
- 配音員：納谷六朗【初代】→神奈延年【冥王篇起、黃金魂】、浪川大輔【劇場版—聖域傳說】、諏訪部順一【手遊—覺醒】（日本）；魏伯勤、陳余寬【黃金魂】、宋昱璁【聖鬥士星矢3D】（台灣）；翟耀輝【初代】→陳振安【冥王篇】→伍博民【冥王篇後期、黃金魂】→周倚天【黃金魂後期】、劉奕希【劇場版—聖域傳說】（香港）
- 年齡：20歲。身高：184cm。體重：76kg。生日：2月7日。血型：A型。出身地：法國。修行地：西伯利亞。
- 技冰環 Kol'tso кольцо：以冰做的圓環束縛住對手，此招數和天蝎座念力磁定身的如出一轍。
- 技冰棺 Freezing Coffin：把對手封入千万年不融化的冰棺中，即使數名黃金聖鬥士合力也無法擊破。
- 技鑽石星塵拳 Diamond Dust ：如同俄羅斯的冰雪一樣閃耀的拳技，卻可奪走敵人的性命。
- 技曙光女神的處刑/(台版譯為曙光女神的寬恕) Aurora Execution ：水瓶座最大奧義，使用接近绝對零度的涷氣攻擊對手，可以在瞬間廢除黃金聖衣的機能。

第十一宮「水瓶宮」守護者。使用「凍氣」來作戰，會沉著冷靜地根據戰況使用最合適的戰鬥方法進行戰鬥，被稱為「水與冰的魔術師」，和天蝎座 米羅、摩羯座 修羅是摯友關係，是黃金聖鬥士中的人緣大師，不僅僅同輩，其徒弟們也是對他尊敬有加。
生活在前蘇聯還存在時候的西伯利亞，一直不斷在冰原修煉。總是把激烈的情感隐藏在冰冷的外表下，但實際上在自己的凍氣內搏動的是熾熱的心。作為天鵝座 冰河與海將軍 艾薩克的老師，對弟子有著深厚的愛，教導他們一旦開始戰鬥就要貫徹立場戰鬥到底。
在「撒卡之乱」前夕為了因為事故失去艾薩克幫冰河戰勝最大的弱點將他母親沉睡的船擊入海底，並留言叫冰河前往聖域。隨後把冰河從「異次元空間」中給救出，對冰河的心理仍然不夠成熟之後，將他給封入「冰棺」並流下眼淚。 
之後從「冰棺」中脫身的冰河和米羅的戰鬥中見證冰河的成長，隨後又在水瓶宫和冰河展開激烈交戰，引導冰河領悟「第七感」。為了讓冰河盡快超越自己，用最强的奧義「曙光女神的處刑」將冰河打倒，冰河在失去意識之後效仿自己的架式高舉雙臂放出「極光處刑」並領悟絕對零度超越自己，之後帶著微笑逝去。
在漫畫版海皇篇中曾提及與其他五位在十二宮戰役犧牲的黃金聖鬥士會一同在天上守護星矢一行人，被稱為守護雅典娜「貨真價實的聖鬥士」。
在劇場版《聖鬥士星矢 真紅的少年傳說》中，藉著太陽神 福玻斯·亞伯的神力而復活。在得悉識雅典娜被亞伯所害後，與魔羯座 修羅憤而與亞伯決裂, 最終因寡不敵眾而被日冕聖鬥士給擊殺。
在冥王篇中與雙子座 撒卡及山羊座 修羅一起為了將女神雅典娜的聖衣秘密告訴雅典娜而闖入十二宫，由於冥王 黑帝斯只賜予十二小時有限的生命，最終在黑帝斯城內等星矢人道別後化為星塵逝去。在嘆息之墙前又和眾黃金聖鬥士燃燒生命，在冥界為了擊穿嘆息之墙而犧牲，為雅典娜獻身。
在劇場版《聖鬥士星矢 天界篇 序奏～overture～》中，與只剩靈魂的黃金聖鬥士們寧死不屈被眾神定為罪人，靈魂被封在石像中永世都不得安寧的情況下用小宇宙協助鳳凰座 一輝和仙女座 瞬擊敗天鬥士 特修斯。
- 前任（ND）：密斯托里亞； 前任（LC）：庫雷斯特； 前任（LC）：笛捷爾／狄歇爾（Degel）；继任（Ω）：時貞 （Tokisada）；继任（ND）（GA）：冰河   （動畫《聖鬥士星矢Ω》中以“傳說中的聖鬥士”登場，擁有遠遠淩駕於黃金聖鬥士之上的戰鬥力，但星座仍是白鳥座。）；继任(DW)：崔斯坦

## 雙魚座 / 魚座
- 雙魚座 阿弗洛狄忒[註 28]／阿布羅狄[註 29]／阿波羅狄[註 30]（Aphrodite）
- 名字含義：拉丁文Aphrodite，阿弗洛狄忒，希臘神話中爱與美之神，即羅馬神話中的維纳斯。
- 配音員：難波圭一【初代】、桐本琢也【劇場版—聖域傳說】、津田健次郎【手遊—覺醒】（日本）；魏伯勤、吳東原【黃金魂】、連思宇【聖鬥士星矢3D】（台灣）；梁耀昌【初代】→鄺樹培【舊版後期】→陳卓智【冥王篇】、陳耀楠【黃金魂、聖鬥少女翔】（香港）
- 年齡：22歲。身高：183cm。體重：72kg。生日：3月10日。血型：O型。出身地：瑞典。修行地：格陵蘭島。
- 技皇家惡魔玫瑰 Royal Demon Rose：顏色為紅色，可以進行物理打擊，也拥有遠程魔法剧毒，其花粉會使對手麻痹，奪走對手的五感，然后渐渐死亡。
- 技食人魚玫瑰 Piranha Rose ：顏色為黑色，擁有强大的破壞力，号称可以粉碎一切，花心就像食人魚的牙齒一樣，能把金屬咬碎、把鐵屑吞噬。
- 技血腥玫瑰 Bloody Rose ：顏色為白色，雙魚座最大奧義，在射出的瞬间鎖定敵人的心臟，而且無法閃躲，一旦白玫瑰抽乾對手的血夜變成紅玫瑰的瞬間，促使對手就會死去。
- 技匕首玫瑰 Dagger Rose：：顏色為藍色，像無數小針一樣刺痛對手，針內還有複數的微型針，讓對手奇癢難耐。

第十二宮「雙魚宮」守護者。使用「玫瑰」作為武器來作戰，擁有所有聖鬥士中排名第一位的美貌，和守護最後一宮的強大力量，号称『與天地日月交相輝映的美之戰士』，像女人一般塗著紫粉色口紅、燙著大波浪亂髮，但身材卻有著男人般的健美。
性格直言直語、我行我素，即使是對自己服氣的偽教皇也從來不使用敬語，更不用說其他人。本質上為保衛大地而戰鬥的他因為“擁有力量可以保衛大地的和平”所以信奉“力量就是正義”。正因為看到雙子座 撒卡的力量，認為這種力量足以維護聖域的和平，因此效忠於撒卡。在人馬座 艾奧羅斯為從撒卡的追殺中保護雅典娜逃出聖域時，按照教皇的命令對艾奧羅斯進行攔截，誤以為他是叛徒，使用「匕首玫瑰」的『癢』嚴重削弱艾奧羅斯的戰鬥力，卻也被艾奧羅斯的「縫影之箭」給定身，在恢復行動後把艾奧羅斯追殺到斷崖。之後受教皇之命曾以一己之力摧毁仙女島，以壓倒性的力量赤手空拳擊敗仙王座 亞路比奥尼（漫畫原作為代達羅斯），可見力量之强大。但對於仙王座作為自己“以誠實和勇敢受到聖鬥士們的尊敬”的對手亦有尊敬之意。
《黄金十二宫》中與仙女座 瞬展開激烈交戰，不遠聽瞬的勸告呼出「力量就是正義」的口號，以「食人魚玫瑰」輕易粉碎瞬的「仙女座青銅聖衣」，在瞬使出「星雲旋風」後，明知會導致自己會喪命卻強力突破強勁的氣流射出「血腥玫瑰」，最終氣流失控化為「星雲暴風」，造成二人同歸於盡。
在原創劇場版《聖鬥士星矢 真紅的少年傳說》中，藉著太陽神 福玻斯·亞伯的神力而復活。為了向仙女座 瞬雪恥攻擊他，並使瞬陷於苦戰甚至瀕死，但最終被後來趕到的 鳳鳳座 一輝使用精神技能「鳳凰幻魔拳」擊敗。
在漫畫版海皇篇中曾提及對雅典娜實質上是忠誠的，與其他五位在十二宮戰役犧牲的黃金聖鬥士會一同在天上守護星矢一行人，被稱為守護雅典娜「貨真價實的聖鬥士」。
在冥王篇，為了女神與眾聖鬥士不惜忍辱負重、詐降黑帝斯回到聖域，然而被牡羊座 穆視為敵人。雖然沒有多少話卻為被穆毆打的巨蟹座 迪斯馬斯克見義勇為出手打架，之後和迪斯馬斯克一同遭到「星光滅絕」的打擊。在迪斯馬斯克使用空間技能將二人轉移至黑帝斯城之後，陪伴哀聲請求親自謹見冥王 黑帝斯的迪斯馬斯克，雖然幾乎一言未发卻依然被冥界三巨頭 天猛星 拉達曼迪斯視為和迪斯馬斯克相似的存在並被再次送往冥界。在嘆息之墙前又和眾黃金聖鬥士燃燒生命，在冥界為了擊穿嘆息之墙而犧牲，為雅典娜獻身。
在劇場版《聖鬥士星矢 天界篇 序奏～overture～》中，與只剩靈魂的黃金聖鬥士們寧死不屈被眾神定為罪人，靈魂被封在石像中永世都不得安寧的情況下用小宇宙協助一輝和瞬擊敗天鬥士 特修斯。
- 前任（ND）：卡迪纳尔；前任（LC）： 魯格尼斯 ， 前任（LC）：雅柏菲卡／雅帕菲卡（Albafica），继任（Ω）：阿墨爾（Amor）；继任(DW)：阿爾弗雷德